# Hammour Ziada
Hammour Ziada (en árabe: حمور زيادة, Jartum, 1979) es un escritor y periodista sudanés actualmente asentado en El Cairo.
Ha trabajado para periódicos como Al-Akhbar y publicado varias novelas.

## Premios
- Medalla Naguib-Mahfouz, 2014
- Premio internacional de ficción árabe, 2015

## Obra
- سيرة أم درمانية، مجموعة قصصية (2008)
- الكونج (2010)
- النوم عند قدمي الجبل  (2014)
- شوق الدرويش (2014)